# Rodolfo Orife
Rodolfo Alfred Orife Pérez (nacido el 12 de noviembre de 1947 en Rosario, Santa Fe, Argentina) es un exfutbolista argentino. Jugaba de delantero y su primer club fue Estudiantes de La Plata. Desarrolló la mayor parte de su carrera tanto en España como en su país. Es padre del también futbolista Rodolfo Andrés Orife Bello.

## Carrera
Comenzó su carrera en 1968 jugando para Estudiantes de La Plata. En 1969 se pasó a las filas del Chacarita Juniors, en 1971 se trasladó a España para formar parte del plantel de Real Betis, en donde estuvo ligado hasta el año 1974, que se fue al Córdoba C. F., en donde finalmente colgó las botas en 1975.

## Clubes
| Club                    | País      | Año       |
| ----------------------- | --------- | --------- |
| Estudiantes de La Plata | Argentina | 1968      |
| Chacarita Juniors       | Argentina | 1969-1971 |
| Real Betis              | España    | 1971-1974 |
| Córdoba C. F.           | España    | 1974-1975 |